# Retty
Retty株式会社（レッティかぶしきがいしゃ）は、東京都港区に本社を置く、実名型グルメプラットフォームの運営などを手掛ける企業。また、Rettyは同社が運営するプラットフォームの名称。

## 概要
Rettyの特徴として、実名での口コミを通じて利用者同士が交流するという点が挙げられる。Rettyでは口コミ・予約サイトでは一般的な、予約手数料を徴収しておらず、FRM（飲食店からの月額サービス利用料金）および、利用者情報を基にした広告収入が主な収益源となる。2020年8月時点での有料店舗会員数は9,678店舗、月間利用者数は4,398万人。
Facebookとの連携により、実名制を採用することで、食べログで議論を呼んだやらせ投稿の可能性を排除することが可能となる。
創業者の武田和也は、青山学院大学理工学部在学中から起業を意識しており、ECサイトの個人運営を経て就業するが、就職先の企業が間も無く倒産。その後、多くの起業家を輩出したネットエイジ（現在のユナイテッド）に就職。
3年後に同社を退職し、10ヶ月間アメリカ合衆国のシリコンバレーで起業に向けたリサーチを行う。事業構想を練る中で、当時急速に台頭していたスマートフォンと実名制ソーシャルネットワークFacebookに衝撃を受け、スマートフォンとソーシャルネットワークを前提とし、世界に比べて日本の方が進んだ分野であると考えた「食」を組み合わせることを着想。
事業構想を固めた武田は2010年10月に帰国し、翌11月に親から借り入れた400万円を原資としてTopNotch（2011年8月にRettyへ商号変更）を設立。2011年5月にWeb版「Retty」のサービス提供開始した。
初期のユーザは、口コミを一定数確保するためにSNSやブログで積極的にグルメ投稿を行う人たちに片っ端からRettyでの投稿を打診して集めたユーザであった。熱心に投稿を行うユーザを集め、定期的にオフ会を開催し、改善意見を募りサイトのブラッシュアップを行なった。
2017年にはタイ王国でも事業を開始。
2020年10月30日、東京証券取引所マザーズへ上場した。

## 脚註
1. 1 2   「レッティ、「実名口コミ」グルメ経済圏 コロナ逆風下の上場　飲食店探し、信頼カギ」『日本経済新聞』2020年11月2日。2020年11月2日閲覧。
2. ↑   大崎真澄 (2020年10月6日). “実名型グルメプラットフォームを運営、RettyのIPOサマリー”.   STARTUP DB. 2020年11月3日閲覧。
3. ↑   “上場するグルメサイトRettyは禁断の成長エンジンに手を出すか”.   M&Aオンライン (2020年10月30日). 2020年11月3日閲覧。
4. 1 2 3 4 5  大崎真澄 (2020年10月30日). “口座残高10万円でも「絶対いける」と信じた──上場グルメサービスRetty、10年の軌跡”.   DIAMOND SIGNAL. 2020年11月3日閲覧。